# Annie van der Heide
Annie van der Heide ou Annie van der Heide-Hemsing (1896-1968) foi uma escultora holandesa.

## Biografia
Heide-Hemsing, nascida Hemsing a 3 de março de 1896 em Amesterdão. Estudou na Kunstoefening (Arnhem). Em 1921 casou-se com Carel Christiaan van der Heide. O trabalho de Heide-Hemsing foi incluído na exposição e venda de 1939 Onze Kunst van Heden (A Nossa Arte de Hoje) no Rijksmuseum em Amesterdão.
Gratama faleceu no dia 1 de julho de 1968, em Arnhem.